# Servizio aereo dell'esercito nepalese
Il Servizio aereo dell'esercito nepalese, tradotto dalla lingua inglese Nepal Army Air Service, è la componente aerea delle Forze armate del Nepal.

## Aeromobili in uso
Sezione aggiornata annualmente in base al World Air Force di Flightglobal del corrente anno. Tale dossier non contempla UAV, aerei da trasporto VIP ed eventuali incidenti accorsi durante l'anno della sua pubblicazione. Modifiche giornaliere o mensili che potrebbero portare a discordanze nel tipo di modelli in servizio e nel loro numero rispetto a WAF, vengono apportate in base a siti specializzati, periodici mensili e bimestrali. Tali modifiche vengono apportate onde rendere quanto più aggiornata la tabella.
| Aeromobile                   | Origine          | Tipo                          | Versione (denominazione locale) | In servizio (2024) | Note | Immagine |
| Aerei da trasporto           |                  |                               |                                 |                    | |          |
| IPTN CN-235                  | Spagna Indonesia | aereo da trasporto leggero    | CN-235-220                      | 1                  | 2 CN-235-220 ordinati, il primo nel 2017, ed il secondo nel 2018. |          |
| Britten-Norman BN-2 Islander | Regno Unito      | aereo da trasporto leggero    | BN-2                            | 1                  | 1 BN-2 consegnato. |          |
| PZL Mielec M28               | Polonia          | aereo da trasporto leggero    | C-145AM28 block 05              | 3                  | 2 esemplari ex Siły Powietrzne donati dalla Polonia nel 2004, uno dei quali si è schiantato nel 2017, mentre il secondo è stato ritirato dal servizio. Ulteriori 2 esemplari ex USAF sono stati ordinati a marzo 2019 e sono stati consegnati a partire dal dicembre dello stesso anno. Il 3 febbraio 2023 sono stati ordinati alla polacca PZL Mielec ulteriori 2 M28. |          |
| Elicotteri                   |                  |                               |                                 |                    | |          |
| Mil Mi-171 Hip-H             | Russia           | elicottero da trasporto medio | Mi-171                          | 4                  | 6 Mi-171 consegnati. |          |
| AgustaWestland AW139         | Italia           | elicottero da trasporto VIP   | AW139                           | 1                  | 1 AW139 acquistato a luglio 2018. L'elicottero è stato consegnato a luglio 2019. |          |
| HAL Dhruv                    | India            | elicottero utility            | Dhruv Mk. III                   | 1                  | 1 Dhruv Mk. III consegnato a novembre 2014. |          |
| Airbus H125                  | Unione europea   | elicottero utility            | H125                            | 2                  | 2 H125 consegnati. |          |
| HAL Chetak                   | India Francia    | elicottero utility            | Chetak (SA 315B)                | 2                  | 2 Chetak consegnati dall'indiana HAL. |          |